# ゾーク
ゾーク（Zork）は、最初期のインタラクティブフィクション形式のコンピューターゲームの一作であり、当時は文字だけのテキストアドベンチャーだった。そこから発展した一連のアドベンチャーゲームのシリーズである。このゲームではプレイヤーは地下世界に広がる迷宮を舞台に、宝物の捜索を行う冒険者の役割を演じる。オリジナル版ゾーク三部作は最初のアドベンチャーゲームである『コロッサル・ケーブ・アドベンチャー』の初期の子孫であった。
“Zork”という単語（ないし綴り）は元々は、未完成のプログラムに対し使われる名前として、マサチューセッツ工科大学のハッカー文化圏に由来する。作者らは完成後一旦は「ダンジョン（Dungeon）」と命名したが、商品名「ゾーク」とした（戻した）のは『ダンジョンズ&ドラゴンズ』の商標権との兼合のためである。英語版と日本語版それぞれのゲームブックシリーズも存在する。

## 概要
ゾークの舞台は、「巨大地下帝国」 (Great Underground Empire) の一部を占める不規則に広大な地下迷宮である。プレイヤーが演じるのは、洞窟に隠された宝物を発見し、それらを持って生還することを目的とする無名の冒険者である。地下迷宮では、正体不明の怪物グルーやゾーク世界の通貨ゾークミッドなど、多数の珍奇な生物や品物が待ち構えている。ゾーク世界の概要と歴史は、ゾークの発売元であるインフォコムの多数のテキストアドベンチャーシリーズにより発展させられた。
ゾークとその後継作品は、インタラクティブフィクションと呼ばれるジャンルである。物語の質とテキスト解析ルーチンの洗練の両面における豊かなゲーム内容で、ゾークはジャンル内でも卓越した作品であった。ゾークのテキスト解析ルーチンは、単純な動詞（名詞コマンド、"hit grue"）のみにとどまらず、完全な構文 ("hit the grue with the Elvish sword") を理解できた。

## 経緯
ゾークの最初のバージョンは、1977年から1979年にかけてティム・アンダーソン、マーク・ブランク、ブルース・ダニエルズ、デイヴ・レブリングによりDEC PDP-10上で制作され、MDLプログラミング言語により実装されていた。この4人はマサチューセッツ工科大学の Dynamic Modelling Group のメンバーであった。
1979年、オリジナル版ゾークのプログラマーの内3人が、共同でインフォコムを興した。インフォコムはPDP-10版ゾークを、「ゾーク I-III」の三部作として、当時人気を博していたコンピューターのほぼ全部、すなわちApple II、コモドール64、Atari 8ビット・コンピュータ、TRS-80、CP/Mシステム、IBM PC等に移植した。『ゾーク I』は5.25インチと8インチのフロッピーディスクで発売された。ジョエル・ベレズとマーク・ブランクはZ-マシンと名付けられたゾークI実行専用のバーチャルマシンを開発し、最初のPC用Z-マシン・インタプリタ・プログラム(ZIP)はTRS-80用としてスコット・カトラーにより記述された。またゾーク三部作は、ZIL言語（Zork Implementation Language、ゾーク実行言語）により記述されていた。パーソナル・ソフトウェアが1980年に『ゾーク』の名を関した三部作の第一作を発売したが、後にはインフォコムがゾークIと残りのシリーズの発売を執り行なうようになった。ゾークが3作の異なるゲームに分割されている理由の一部として、オリジナル版ゾークが実行されていたPDPシステムとは違って、マイコンにはオリジナル版の全内容を実行するだけのメモリとディスク容量がなかったことが挙げられる。分割の過程で、各々のゾークを独立作品とするために、より多くの内容がゾークに追加された。

## シリーズ

### オリジナル版ゾーク三部作
- 『Zork I: The Great Underground Empire』 （1980年、インフォコム）
- 『Zork II: The Wizard of Frobozz』 （1981年、インフォコム）
- 『Zork III: The Dungeon Master』 （1982年、インフォコム）

### 後に追加されたシリーズ
注記のないものはすべてテキストオンリーアドベンチャーである。
- エンチャンター三部作
  - 『Enchanter』 （1983年、インフォコム）
  - 『Sorcerer』 （1984年、インフォコム）
  - 『Spellbreaker』 （1985年、インフォコム）

- ゾーク世界の別の場所を舞台にした作品
  - 『Wishbringer』 （1985年、インフォコム）

- 『ゾーククエスト』シリーズ
  - 『Zork Quest: Assault on Egreth Castle』 （1988年、インフォコム）
  - 『Zork Quest: The Crystal of Doom』 （1989年、インフォコム）

- 『ゾークアンソロジー』 - オリジナル版ゾーク三部作に新要素を追加した作品
  - 『Beyond Zork』 （1987年、インフォコム）
  - 『Zork Zero: The Revenge of Megaboz』 （1988年、インフォコム。グラフィック付テキストアドベンチャー

更に6年間の中断を挟んで、以下の作品が発売された。
- 『Return to Zork』 （1993年、インフォコム/アクティビジョン。グラフィカルアドベンチャー）
- 『Zork: Nemesis』 （1996年、アクティビジョン。グラフィカルアドベンチャー）
- 『Zork Grand Inquisitor』 （1997年、アクティビジョン。グラフィカルアドベンチャー）
- 『Zork: The Undiscovered Underground』 (1997年、マイケル・ベルリンおよびマーク・ブランク制作。『Zork Grand Inquisitor』発売のプロモーションとしてアクティビジョンから発売された）

エンチャンター三部作と『ウィッシュブリンガー』はゾーク世界でもいささか珍しい位置を占めている。本来『エンチャンター』は『ゾーク IV』として開発されていたが、インフォコムはこの作品を分割して発売することに決定し、これが新三部作の基礎となった（各々の三部作には何らかの連続性が見られる。例えば『ゾーク III』のプレイヤーは、『ゾーク I』と『ゾーク II』での出来事を経験しているようである。同様に『エンチャンター』の出来事は『ソーサラー』と『スペルブレーカー』でも言及される。しかし、『エンチャンター』のキャラクターはゾーク三部作のそれと同一人物ではないようである。事実、『エンチャンター』ではプレイヤーの演じるキャラクターは『ゾーク』の冒険者と遭遇し、その冒険者にゲーム内のパズルの解決を手伝ってもらう）。『ウィッシュブリンガー』は公式にはゾークシリーズとの関連を全く持っていないが、既存のゾーク作品から魔法や幾つかの用語や名称を流用しているという点で、ゾーク作品であると見なされている。

### 最近の収録状況および現在プレイ可能なゾーク
1991年にアクティビジョンからインフォコムブランドで発売された『ザ・ロスト・トレジャーズ・オブ・インフォコム』には、オリジナル版ゾーク三部作とエンチャンター三部作、そして『ビヨンド・ゾーク』と『ゾーク・ゼロ』が収録されていた。1992年に発売された二番目のゲーム集『ザ・ロスト・トレジャーズ・オブ・インフォコム II』には、『ウィッシュブリンガー』と10本のゾークと無関係なゲームが収録された。
アクティビジョンによる1996年の傑作集『クラシック・テキストアドベンチャー・マスターピースズ・オブ・インフォコム』には、すべてのテキスト版ゾーク、すなわちオリジナル版ゾーク三部作およびエンチャンター三部作、『ウィッシュブリンガー』、『ビヨンド・ゾーク』、『ゾーク・ゼロ』が収録されている。
アクティビジョンは『ゾーク:ネメシス』の宣伝活動の一環として『ゾーク I』の無料ダウンロードを、同様にゾークの新作である『ゾーク・グランド・インクゥイザター』と『ゾーク:ザ・アンディスカバー・アンダーグラウンド』の宣伝活動の一環として、『ゾーク II』および『ゾーク III』の無料ダウンロードを、短期間提供した。これにより、ゲーム内に含まれるライセンスが明確に再配布を禁じているにもかかわらず、多くの人々がオリジナルゾーク三部作はフリーウェアとして配布されているものだと思い込んだ。アクティビジョン法務部は、それらのゲームに関する宣伝活動は終了しており、オリジナル版ゾーク三部作を配布したりダウンロード可能な状態に置くことは法的に許可されていないとの声明を出している。
1989年から1991年にかけてエイヴォン社からインフォコム・ブックスとして出版された6冊の小説の内の2冊は、直接にゾークを題材にした『The Zork Chronicles』（ジョージ・アレック・エフィンジャー著、1990年）と、『The Lost City of Zork』（ロビン・W・ベイリー著、1991年）であった。同シリーズにおける更に2冊の小説、『Wishbringer』（クレイグ・ショー・ガードナー著）と『Enchanter』（ベイリー著）も、ゾーク世界を題材にしている。
また、アンサイクロペディアには『Game:Zork』の名を持つwikiによる分岐式ミニゲームが存在する。このゲームでプレイヤーが勝利する事はほとんど不可能であり、死亡エンドの多くはグルーに食べられる事で終わる。このパロディゲームには日本語版も存在する。
2006年の時点において、ゾークの電話によるプレイが可能なバージョン『Zasterisk』がベータテストに入っている。アスタリスクとフェスティバル音声合成システムを使用してサイモン・ディトナーによりプログラムされたこのシステムでは、プレイヤーは電話を通じた音声によるコマンド入力で『ゾーク』をプレイする事ができる。行動の結果はテキストから自動合成される音声により読み上げられる。
iPhone アプリケーション FROTZ で、プレイ可能なシナリオの一つとして提供されている。
また、2010年11月9日(海外版)・11月18日(字幕版)・12月16日(翻訳版)に発売された『Call of Duty: Black Ops』では、ある場所で「ZORK」とタイプすればZORKがプレイできる(具体的なバージョンは不明)。

## コマンド入力
ゾークにおいては、プレイヤーの入力は"take lamp"（ランプ 取る）や"open mailbox"（メールボックス 開く）などのような動詞-名詞コマンドに制限されていない。その代わりに、テキスト解析ルーチンは"put the lamp and sword in the case"（ランプと剣をケースに置く）や"look under the rug"（絨毯の下を覗く）、"drop all except lantern"（ランタン以外のすべてを捨てる）のような、より洗練された構文をサポートしている。ゾークでは、"take"（取る）、"drop"（捨てる）、"examine"（調べる）、"attack"（攻撃する）、"climb"（登る）、"open"（開く）、"close"（閉じる）、"count"（数える）などを初めとして、多数の一般的な動詞を使用することができる。また、ゾークには"save"（セーブ）や"restore"（ロード）、"script"（記録）と"unscript"（記録中止）（ゲームテキストの記録の開始と終了）、"restart"（再挑戦）、"quit"（終了）などのゲームコマンドも用意されている。
テキストアドベンチャーのゾーク全てで、以下のコマンドを使用することができる。
n, s, e, w
"go north"（北へ行け）や"go south"（南へ行け）その他の短縮形。
nw, ne, sw, se
"go northwest"（北西へ行け）や"go southwest"（南西へ行け）その他の短縮形。
u and d
"go up"（上に行け）と"go down"（下に行け）の短縮形。
i
プレイヤーの所持品の表示。
verbose
コマンド入力の後に全状況の記述を行う（通常はプレイヤーに既に述べられた状況は省略される）。
score
プレイヤーの現在の得点・移動回数・順位を表示する。

## 『ダンジョン』
このゲームには、商品化という展開を辿った『ゾーク』とは異なる系列のバージョンがある。作者たちがMITに在学していた頃に、ディジタル・イクイップメント・コーポレーションのあるプログラマーが、『ダンジョン』の一部をMDLからFortranに移植し、56KBのPDP-11に詰め込んだ（当時の『ダンジョン』はPDP-10上ではプレイできたが、より小規模なシステムではプレイできなかった）。『ダンジョン』がそのような小さなシステム上で動いてる事に驚かされた元作者らは、より完全な移植のためにソースを提供した。『ダンジョン』がインフォコムの商業作品である『ゾーク』になると、インフォコムは同社の版権表示を追加することを条件に、Fortran版『ダンジョン』の無償配布を許可した。このFortran版『ダンジョン』をさらにC言語に移植した版は、多くのUNIXシステムでパッケージが用意されており、現在も遊ぶことができる。たとえばDebianではdungeonというパッケージであり、FreeBSDではportsのgames/dungeonである。
Fortran版『ダンジョン』はDEC VAX上で広くプレイ可能であり、DECUSによって配布された最も有名な一品となった。Fortran版にはオリジナル版への更なる要素の追加や、MDL版でのトラック変更のために、多くの改変が加えられていた。1980年代後半には、Fortran版はVAX Fortranにより大幅に書き直され、最新のMDL版と完全な互換性を持つようになった。Fortran版には、実際には入れない水車小屋への入り口という、DEC本社に関する楽屋ネタが加えられていた。
またFortran版には、プレイヤーが（プレイヤー自身も含む）いかなる品物も、いかなる場所にでも移動させられるようになるコマンド「gdt」（game debugging technique、DDT（en:Dynamic debugging technique）というDEC由来のデバッガ用語のもじり）が存在した。「gdt」コマンドを使用するには、ゲーム本編に対する深い知識を必要とするランダムな質問に答えねばならない。誤った解答を返したプレイヤーは塵となって即死し、fortune (UNIX) のメッセージが表示される。
なお、初期のコンピュータゲームで同名の別ゲームが複数存在するので注意。ダンジョン (コンピュータゲーム)を参照。

## ゲームブック
アドベンチャーノベルス　ゾーク１： 横倉廣/INFOCOM原案：JICC出版局・新書サイズ：1987年：500円：巻末に記録紙付属：パソコン用ゲームソフト『ゾークI』を基にしたゲームブック